# POLR2A
La subunidad RPB1 de la ARN polimerasa II (POLR2A) es una enzima codificada en humanos por el gen polr2A.
Esta proteína se corresponde con la subunidad de mayor tamaño de la ARN polimerasa II, la polimerasa responsable de sintetizar el ARNm en eucariotas. POLR2A contiene un dominio en el extremo C-terminal compuesto de repeticiones de un heptapéptido que es esencial en la actividad de la polimerasa. Estas repeticiones contienen residuos de serina y treonina que son fosforilados durante la transcripción de la polimerasa. Además, esta subunidad en combinación con otras subunidades de la polimerasa, conforman un dominio de unión a ADN de la polimerasa, una especie de surco en el cual entra la molécula de ADN para ser transcrita a ARN.

## Interacciones
La proteína POLR2A ha demostrado ser capaz de interaccionar con:
- Regulador 1 de la elongación de la transcripción[2]
- CREBBP[3]
- BRCA1[4][5][6][7]
- GTF2H4[5]
- Proteína de unión a TATA[5]
- PCAF[3]
- GTF2F1[5][3]
- SUPT5H[8][9]
- TFIIB[5]
- POLR2H[10]
- POLR2L[10]
- MED26[11]
- Cdk8[3]
- ZNF74[12]
- TCEA1[13][14][15]
- SMYD3[16]
- CTDP1[5]
- POLR2C[10]
- PQBP1[17]
- SMARCA2[18][19][3]
- SND1[20]
- MED21[5][3][21]
- SMARCB1[18][19][3]
- POLR2E[10]
- SMARCA4[18][19][22]
- TAF11[5]